# Charles Thacker
Charles P. (Chuck) Thacker (Pasadena, 26 de febrero de 1943-Palo Alto, 12 de junio de 2017) fue un informático estadounidense, pionero en ciencias de la computación.
Trabajó en las décadas de 1970 y 1980 en Xerox PARC, donde lideró el proyecto del sistema computacional Xerox Alto, fue coinventor de la Ethernet LAN, y contribuyó en varios otros proyectos, incluyendo la primera impresora láser.
En 1983, Thacker fundó el DEC Systems Research Center de la Digital Equipment Corporation, y en 1977 se incorporó a Microsoft Research para ayudar a establecer el laboratorio de investigación de la compañía en Cambridge, Reino Unido.
Luego de retornar a los Estados Unidos, Thacker diseñó el hardware para Microsoft Tablet PC, basado en su experiencia con el «provisional Dynabook» de PARC.

## Reconocimientos
- 1994: Miembro de la Association for Computing Machinery (ACM).
- 2004: Premio Charles Stark Draper, junto con Alan C. Kay, Butler W. Lampson, y Robert W. Taylor.
- 2007: Medalla John von Neumann, por «su rol esencial en la creación del computador personal y en el desarrollo de sistemas informáticos en red».
- Doctor honoris causa en la Escuela Politécnica Federal de Zúrich, Suiza.